# Mimocrossotus ugandicola
Mimocrossotus ugandicola är en skalbaggsart som beskrevs av Stefan von Breuning 1964. Mimocrossotus ugandicola ingår i släktet Mimocrossotus och familjen långhorningar. Inga underarter finns listade i Catalogue of Life.